# Jay Adams
Jay Adams (Los Ángeles, California; 3 de febrero de 1961 - Puerto Escondido, Oaxaca; 15 de agosto de 2014) fue un skater y surfista originario de Santa Mónica, California. Miembro principal del Zephyr Team, también conocidos como los Z-Boys. Murió a los 53 años de edad a causa de un ataque al corazón mientras estaba de estancia en la playa de Zicatela.

## Infancia
Nació el 3 de febrero de 1961 en Los Ángeles, California. Su padre se fue de casa cuando era pequeño, por lo que quedó exclusivamente al cuidado de su madre. A fines de la década de 1960 se trasladaron a Santa Mónica Sur, donde comenzó a practicar el surf (principalmente en Venice Beach) y el skate, siempre incentivado por su padrastro. Desde niño mostró un gran talento y creatividad sobre la tabla. Tiempo después dijo que a los 12 años ya sabía que iba a ser skater y surfista el resto de su vida. Tony Alva alguna vez dijo: "Algunos niños son criados con pastelillos y leche, Jay Adams fue criado con surf y skate".

## Zephyr Team o Z-Boys
A mediados de los años 1970, los shapers Jeff Ho y Skip Engblom y el fotógrafo Craig Stecyk, dueños de "Jeff Ho and Zephyr Surfboard Productions", la principal tienda de surf de Santa Mónica Sur, incentivan a un grupo de niños skaters a formar el Zephyr Team. Previamente existía el Zephyr Surf Team en el cual competían algunos de los posteriores skaters.
En 1972 el surfista Frank Nasworthy tuvo la idea de usar el uretano procedente del petróleo para hacer ruedas de skate, así fundó las "Cadillac Wheels", este hecho se reconoce como el inicio de la revolución del skate. Skip Engblom vio en esto la opción de reclutar a un grupo de jóvenes skaters para inscribir un equipo en los, hasta entonces monótonos concursos de skate dominados por anticuados skaters como Ty Page, Russ Howell o Bruce Logan, entre otros.
Skip Engblom se encargó de incentivar a los niños que patinaban por Bicknell Hill (muy cerca de su tienda) y se transformó en una especie de padre para ellos. La idea de estos chicos era reemplazar las horas de no-surf por el surf en el asfalto, por lo que su estilo era similar al del surf. Ellos se declaran antes que nada surfistas.
El equipo estaba compuesto por Shogo Kubo, Bob Biniak, Nathan Pratt, Stacy Peralta, Jim Muir, Allen Sarlo, Chris Cahill, Tony Alva, Paul Constantineau, Peggy Oki, Wentzle Ruml y Jay Adams.

## Skate en piscinas yDogbowl
En los años 1970, California experimentó la peor sequía de la historia, por lo que estaba prohibido malgastar agua, como consecuencia muchas piscinas quedaron desocupadas y fueron presa del hambre de skate que tenían los Z-Boys. Recorrían las calles de Santa Mónica y entraban en cada casa con piscina vacía para patinar en ella. Se inició así el skate vertical y los primeros esbozos de lo que sería el skate en el futuro, realizando las primeras maniobras aéreas. El inicio del skate en piscinas también es otra revolución patentada por Adams, Alva, Peralta y compañía.
Años después un amigo de Jay Adams de nombre Dino les vaciaría su piscina especialmente para patinar todo lo que quisieran, Dino tenía un cáncer terminal y quería ver patinar a sus ya famosos amigos en su piscina antes de morir. Dino tenía varios perros que merodeaban la piscina mientras Adams y sus amigos patinaban, por lo que quedó el nombre de Dogbowl.
Como curiosidad, años después en la película "The Lords Of Dogtown", Jay Adams aparece patinando en el dogbowl en posición goofy siendo que él era regular.

## Del Mar, 1975
El campeonato nacional de skate en Del Mar, California, 1975 sería el comienzo del boom de popularidad de Jay Adams y el Zephyr Team. Luego de las pasadas de los skaters tradicionales les toco el turno a los Z-Boys, el primero en entrar a la pista libre fue el más joven de todos: Jay Adams, entonces de 13 años.

Se dice que el mundo no estaba preparado para los Z-Boys: Jay Adams hizo una presentación nunca antes vista con movimientos surfistas inspirados en Larry Bertleman, giros en 360°, incluso se salió de la pista y rompió definitivamente el clásico estilo horizontal o plano. El jurado no sabía como calificarlo y finalmente quedó en el 3.er puesto seguido por Tony Alva en el 4º.
A partir de ese día las grandes compañías se empeñaron en fichar a los Z-Boys en sus equipos y lo lograrían un año después. Jeff Ho y Skip Engblom cerrarían la tienda por problemas económicos.

## Apogeo y declive
Todos los miembros del Zephyr Team fueron comprados por las grandes marcas salvo Jay Adams que se negó siempre a profesionalizar lo que para él significaban unas vacaciones eternas. Sin embargo aceptó algunas firmas de publicidad con las que ganó suficiente dinero como para pagar las deudas de su madre, dejar el colegio y salir de fiesta.
Durante este tiempo la popularidad de Jay crecía a pasos agigantados en proporción directa con su gusto por las drogas y las fiestas, y fue ahí cuando comenzaría su extensa relación problemática con la ley.
Mientras Alva, Peralta y los demás se hacían millonarios compitiendo en todo el mundo y formando sus propias firmas, Jay Adams se burlaba del lado comercial del skate. Nunca le importó el dinero y argumentaba que para él sólo era una diversión, quejándose de que se volviera todo tan serio.

## Películas
Adams aparece prominente mente en el documental dirigido por Peralta de 2001, Dogtown and Z-Boys. Kenneth Turan, crítico de Los Angeles Times, destacó su contribución a la película: "Dogtown está en su mejor momento con miniperfil de sus dos nombres más importantes, Adams y Alva. El segmento de Adams especialmente, que muestra el talento más natural del mundo. Z-Boys arrepentido por las malas decisiones que tomó en su vida, proporciona el tipo de introspección reflexiva que esta película podría haber usado mucho más". El documental ganó premios en Sundance y un Independent Spirit Award.

## Últimos años
Jay Adams vivía en Hawái donde había pasado algunos tiempos esporádicos en la cárcel, siempre por su adicción a las drogas.
Estaba patrocinado por Osiris, para quien diseñó especialmente un modelo de zapatilla para skate, además fundó Z-Flex junto a Tony Alva, pero nadaba, surfeaba y patinaba todos los días, cumpliendo con la promesa que se hizo cuando era niño. Jay firmaba todas sus correspondencias con: «Jay Adams 100% Skateboarder para toda la vida» (en inglés: "Jay Adams 100% Skateboarder For Life").